# Adeline Boutain
Adeline Boutain (11. dubna 1862 – 13. února 1946) byla francouzská fotografka a vydavatelka pohlednic.

## Život
Boutain se narodila v Machecoulu. Zajímala se o témata spojená se svou zemí, jako jsou městské scenérie, mořské scenérie, pouliční fotografie, budovy, zajímavá místa a náboženské či světské události.
Boutain zemřela v Saint-Gilles-Croix-de-Vie v roce 1946.

## Galerie

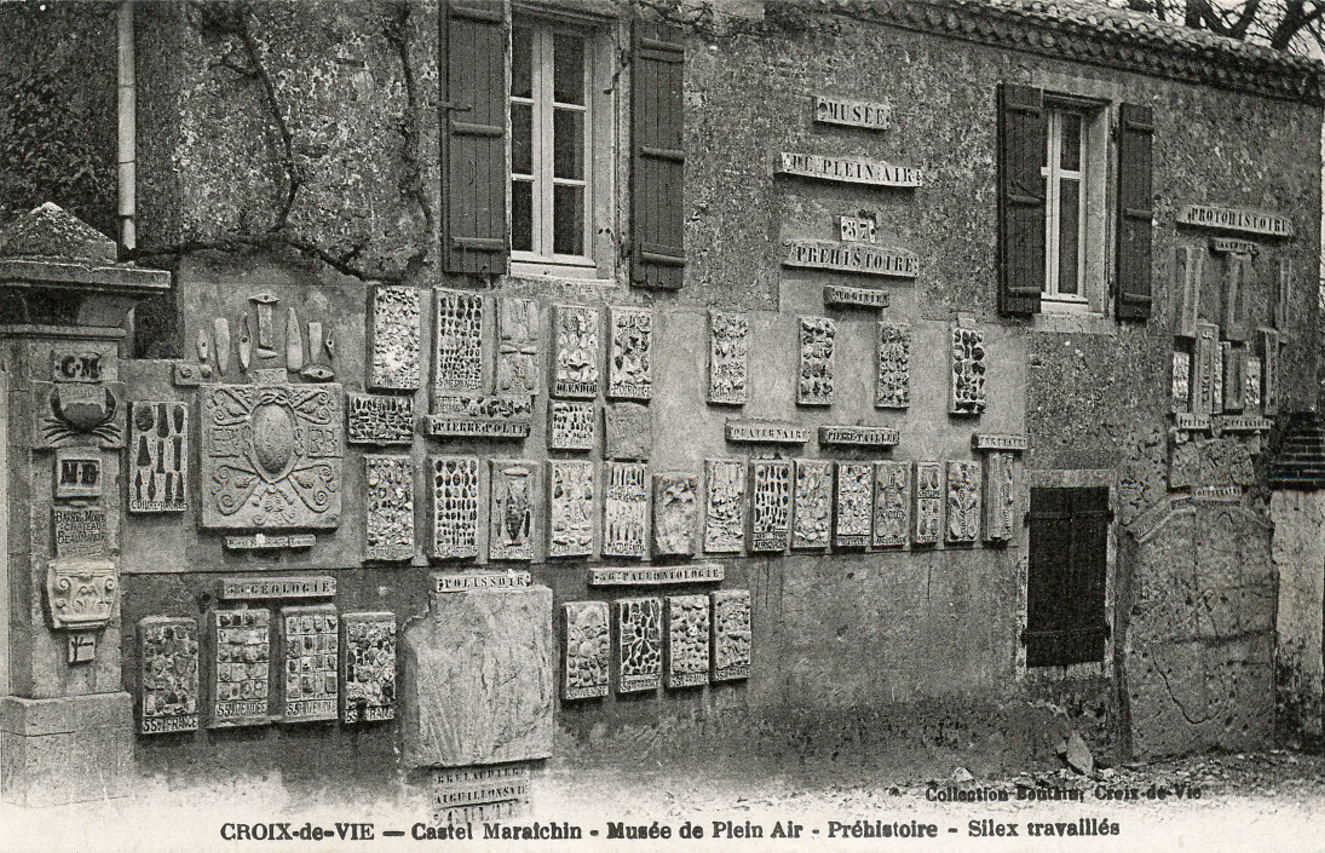
CPA Boutain Castel Maraichin musée plenér
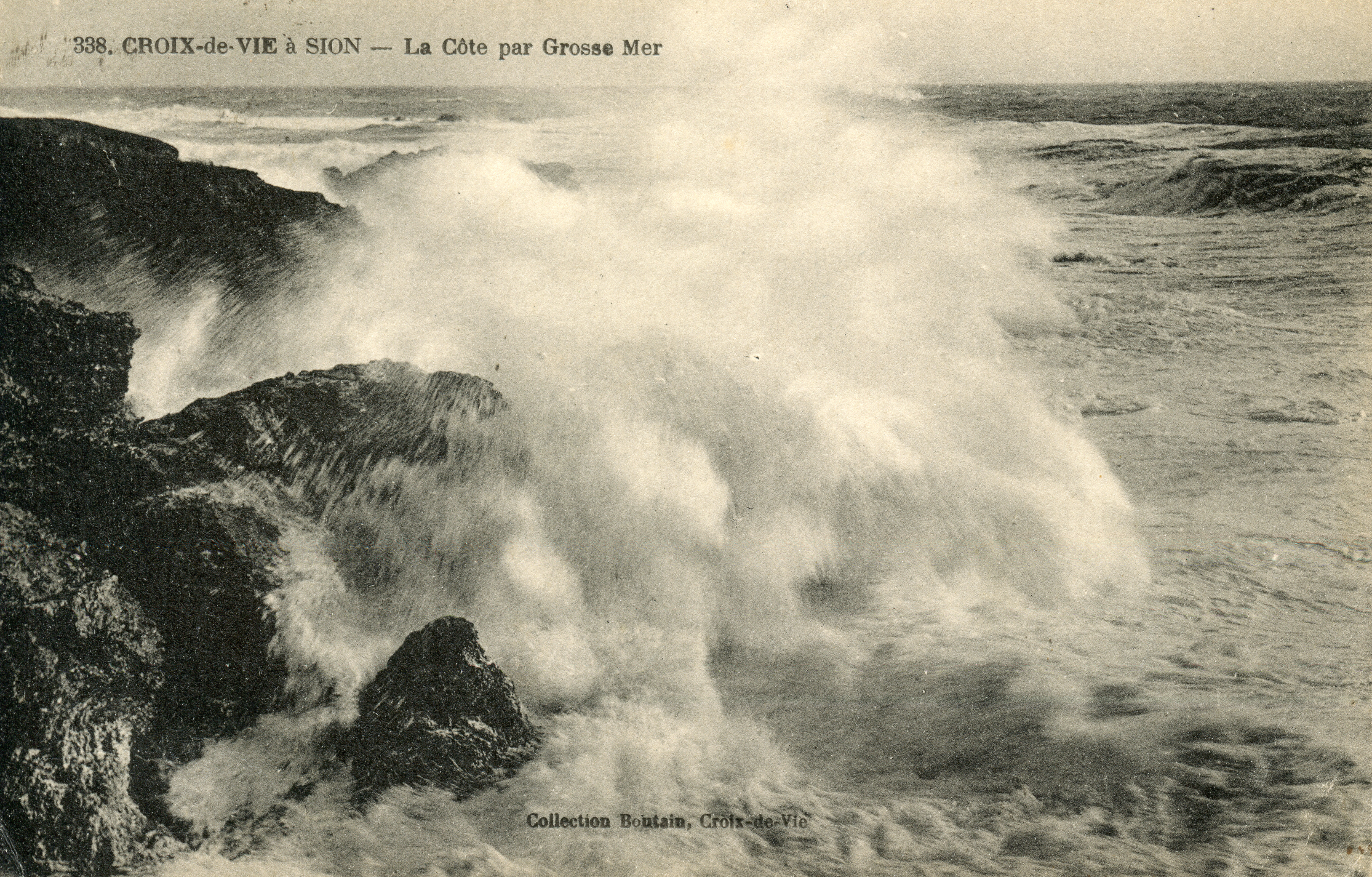
CPA Boutain Sion grosse Mer
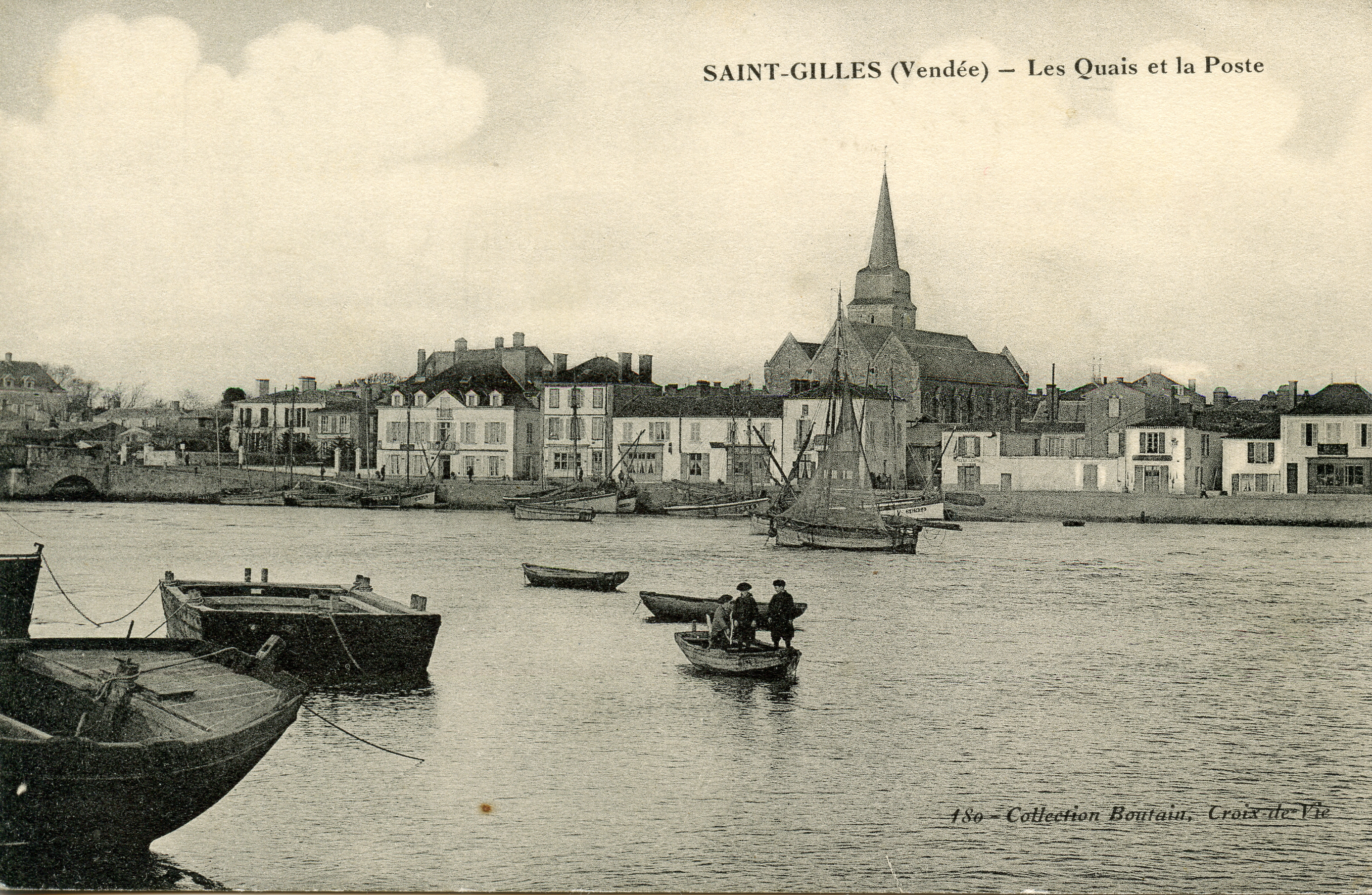
CPA Boutain StGilles Quai
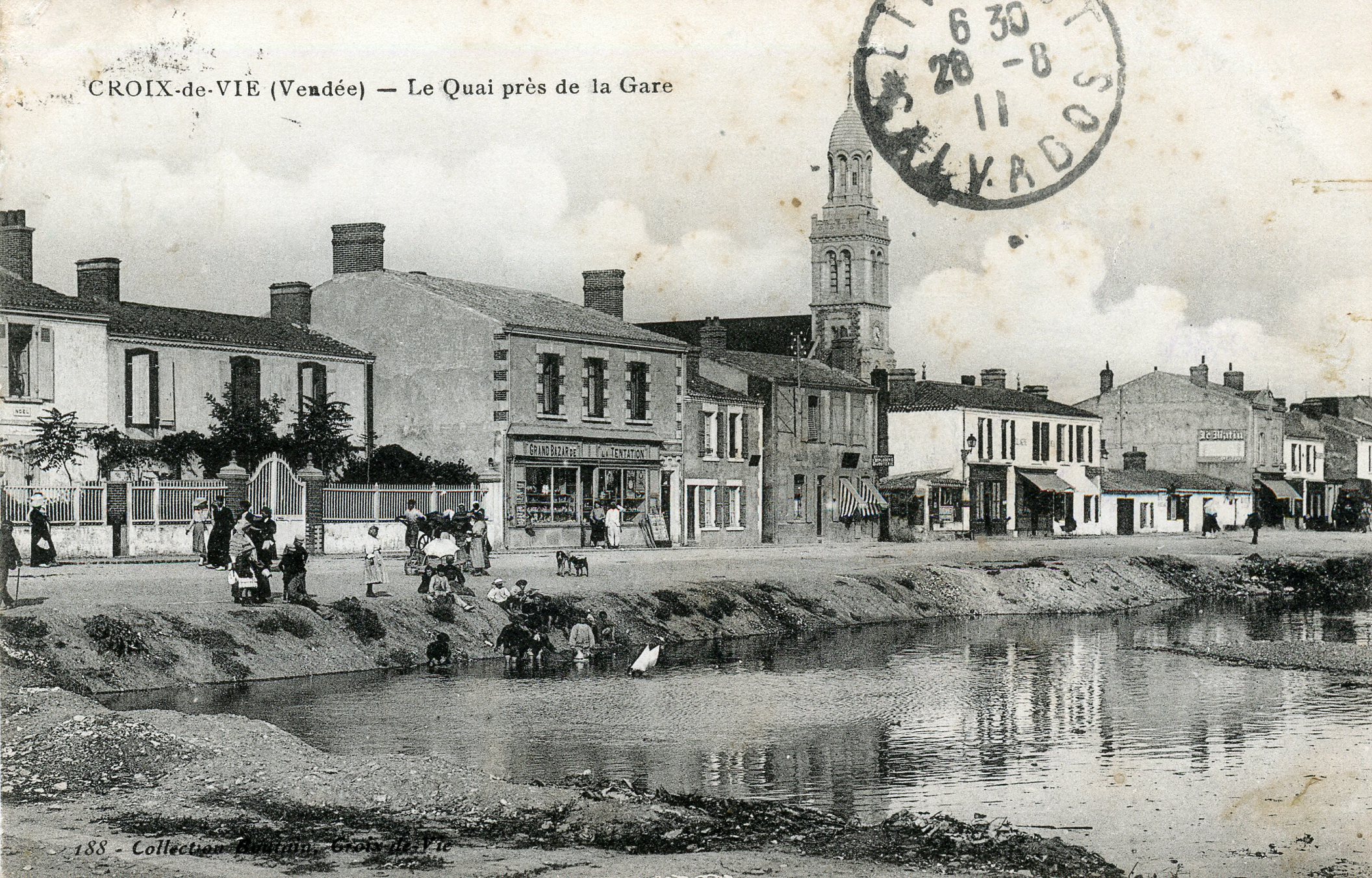
CPA Boutain CroixVie ville